# العلاقات الغابونية الإيطالية
العلاقات الغابونية الإيطالية هي العلاقات الثنائية التي تجمع بين الغابون وإيطاليا.

## مقارنة بين البلدين
هذه مقارنة عامة ومرجعية للدولتين:
| وجه المقارنة                                              | الغابون                        | إيطاليا                                                  |
| --------------------------------------------------------- | ------------------------------ | -------------------------------------------------------- |
| المساحة (كم2)                                             | 267.67 ألف                     | 301.34 ألف                                               |
| عدد السكان (نسمة)                                         | 2.03 مليون                     | 60.60 مليون                                              |
| الكثافة السكانية (ن./كم²)                                 | 7.58                           | 201.1                                                    |
| العاصمة                                                   | ليبرفيل                        | روما، فلورنسا، تورينو                                    |
| اللغة الرسمية                                             | لغة فرنسية                     | اللغة الإيطالية                                          |
| العملة                                                    | فرنك وسط أفريقي                | يورو، ليرة إيطالية                                       |
| الناتج المحلي الإجمالي (بليون دولار)                      | 14.62 مليار                    | 1.93 تريليون                                             |
| الناتج المحلي الإجمالي (تعادل القوة الشرائية) بليون دولار | 34.65 مليار                    | 2.26 تريليون                                             |
| الناتج المحلي الإجمالي الاسمي للفرد دولار أمريكي          | 8.27 ألف                       | 29.96 ألف                                                |
| الناتج المحلي الإجمالي للفرد دولار أمريكي                 | 19.43 ألف                      | 35.46 ألف                                                |
| مؤشر التنمية البشرية                                      | 0.684                          | 0.873                                                    |
| رمز المكالمات الدولي                                      | +241                           | +39                                                      |
| رمز الإنترنت                                              | .ga                            | .it                                                      |
| المنطقة الزمنية                                           | ت ع م+01:00، توقيت غرب أفريقيا | توقيت وسط أوروبا، ت ع م+01:00، ت ع م+02:00، أوروبا/روما ‏ |

## منظمات دولية مشتركة
يشترك البلدان في عضوية مجموعة من المنظمات الدولية، منها:
| علم المنظمة | اسم المنظمة                               | تاريخ انضمام الغابون | تاريخ انضمام إيطاليا |
| ----------- | ----------------------------------------- | -------------------- | -------------------- |
|             | يونسكو                                    | 16 نوفمبر 1960       | ?                    |
|             | الفريق المعني برصد الأرض                  | ?                    | ?                    |
|             | مؤسسة التمويل الدولية                     | 20 أكتوبر 1970       | 27 ديسمبر 1956       |
|             | المركز الدولي لتسوية المنازعات الاستشارية | 14 أكتوبر 1966       | 28 أبريل 1971        |
|             | منظمة حظر الأسلحة الكيميائية              | ?                    | ?                    |
|             | مؤسسة التنمية الدولية                     | 4 نوفمبر 1963        | 24 سبتمبر 1960       |
|             | منظمة التجارة العالمية                    | ?                    | 1995                 |
|             | وكالة ضمان الاستثمار متعدد الأطراف        | 26 مارس 2003         | 29 أبريل 1988        |
|             | الاتحاد البريدي العالمي                   | ?                    | ?                    |
|             | الاتحاد الدولي للاتصالات                  | 28 ديسمبر 1960       | 1866                 |
|             | منظمة الشرطة الجنائية الدولية             | ?                    | ?                    |
|             | الأمم المتحدة                             | 20 سبتمبر 1960       | 14 ديسمبر 1955       |
|             | البنك الدولي للإنشاء والتعمير             | 10 سبتمبر 1963       | 27 مارس 1947         |
|             | البنك الإفريقي للتنمية                    | ?                    | ?                    |

## وصلات خارجية
- موقع وزارة الخارجية الإيطالية